# Incendios en Rusia de 2010
Durante el 2010 tuvieron lugar una serie de incendios forestales en Rusia, principalmente en el oeste, desde finales de julio hasta mediados de agosto de 2010, debido a las temperaturas sumamente elevadas que marcaron un récord (verano más cálido de la historia de Rusia) y la sequía en la región. El presidente ruso, Dmitri Medvédev, declaró el estado de emergencia en siete regiones a causa de los incendios, mientras que otras 28 regiones estaban bajo un estado de emergencia debido a las malas cosechas causadas por la sequía. Se estima que los incendios han costado 15 mil millones de dólares en daños y perjuicios.

## Preludio

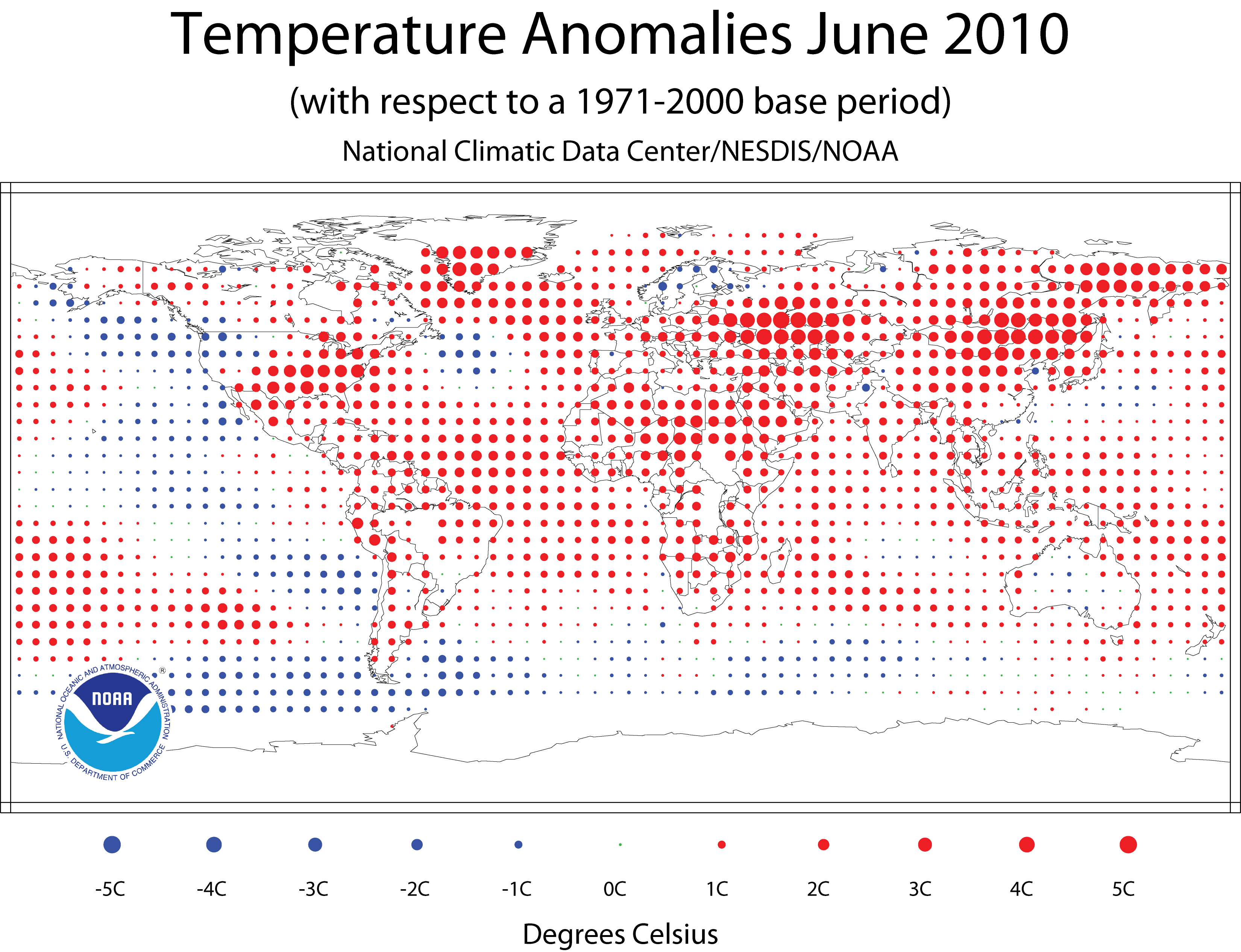
Anomalías de temperatura globales durante junio del 2010, se observa una región en Rusia con temperaturas 4 a 5 °C por sobre el promedio de Rusia.

Durante el año 2010, Rusia tuvo un clima seco y muy cálido a partir de fines de mayo o principios de junio. Luego del 12 de junio las temperaturas alcanzaron los 35 °C, lo cual en sí mismo es una anomalía para este país (en general rara vez las temperaturas promedio de mediados de junio sobrepasan los 30 °C). Durante la segunda mitad de junio, algunas regiones de Rusia (tales como la República de Sajá), ubicada principalmente en Asia, como zonas con algo de taiga, registraron temperaturas de 38 a 40 °C. Este patrón de ola cálida luego se desplazó lentamente hacia el oeste hacia los montes Urales, y para julio se estableció en la zona europea de Rusia.
El 25 de junio se registró una nueva temperatura récord en la zona asiática de Rusia, en Belogorsk, óblast de Amur, de 42.3 C. Un nuevo récord para la temperatura más elevada de Rusia se estableció el 11 de julio, con 44 °C, en Yashkul, Kalmukia (zona europea).
Las temperaturas promedio en la región aumentaron a más de 35 °C. La media máxima para la zona europea de Rusia alcanzó 40 °C el 26 de julio durante las horas del día. Durante julio, una gran parte de la Rusia europea tuvo temperaturas de más de 7 °C por encima de las normales para esta época.